# Pseudosauris postfulvata
Pseudosauris postfulvata är en fjärilsart som beskrevs av Louis Beethoven Prout 1916. Pseudosauris postfulvata ingår i släktet Pseudosauris och familjen mätare. Inga underarter finns listade.